# Gussi
Un gussi, o bussi, és un llagut petit d'uns vint pams, de vela llatina o de martell, molt semblant a la xaica. Fou utilitzat a les costes catalanes fins ben entrat el segle passat per a la pesca amb fluixa.
És de procedència desconeguda, però apareix el segle xix. Podria relacionar-se —tot i que no és gaire segur— amb l'antic bus, gran embarcació medieval, probablement de l'escandinau antic buza; més aviat sembla un manlleu del genovès guzzo en la forma plural guzzi. L'etimologia també podria provenir de l'àrab bus, nau.
Gussi també designa el nom d'un llinatge present a Castellbisbal, Isòbol, Puig-reig, Olesa de Montserrat, Terrassa, Reus, etc.
| « | El senyor Pere Jubert fou molt donat a pescar i a navegar per les costes de Calella. En un gussi de la seva propietat, que tenia un pal i una vela de martell, anava a cap de Planes, a les Formigues, al cap de Sant Sebastià i fins i tot als Ullastres, que són uns rocs que hi ha sobre el cap i que tenen fama de ser molt peixaters. | » |